# Joosje Burg
Pour les articles homonymes, voir Burg.
Joosje Burg née le 29 juillet 1997, est une joueuse néerlandaise de hockey sur gazon. Elle évolue au poste d'attaquante au HC 's-Hertogenbosch et avec l'équipe nationale néerlandaise.

## Carrière
- Elle a fait ses débuts en équipe première le 13 octobre 2022 contre la Belgique à Amsterdam lors de la Ligue professionnelle 2021-2022[1].

## Palmarès
- : 1re à la Ligue professionnelle 2020-2021.
- : 2e à la Ligue professionnelle 2021-2022.